# Crypsotidia
Crypsotidia là một chi bướm đêm thuộc họ Erebidae.

## Các loài
- Crypsotidia bullula Kühne, 2005
- Crypsotidia digitata Kühne, 2005
- Crypsotidia gigantea Kühne, 2005
- Crypsotidia glaucata Holland, 1897
- Crypsotidia clytieformis Kühne, 2005
- Crypsotidia bibrachiata Kühne, 2005
- Crypsotidia inquirenda (Strand, 1909)
- Crypsotidia maculata Tams, 1926
- Crypsotidia maculifera (Staudinger, 1898) (đồng nghĩa: Crypsotidia voolastoni Hampson, 1913, Crypsotidia wollastoni Rothschild, 1901, Crypsotidia conifera Hampson, 1913)
- Crypsotidia mesosema Hampson, 1913 (đồng nghĩa: Crypsotidia griseola Rothschild, 1921)
- Crypsotidia parva Rothschild 1921
- Crypsotidia piscicaudae Kühne, 2005
- Crypsotidia postfusca Kühne, 2005

Crypsotidia remanei Wiltshire 1977